# Silvio Morger

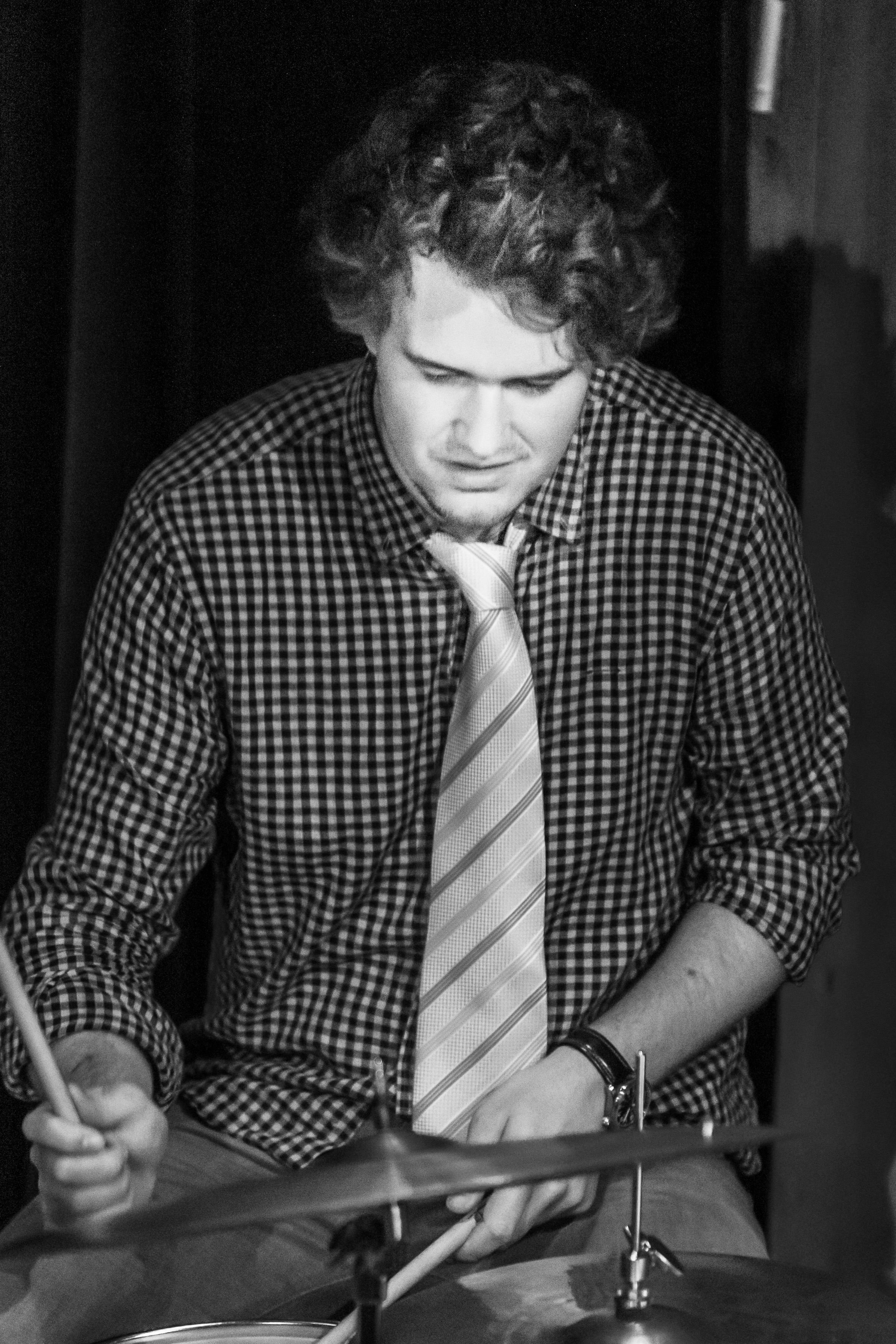
Silvio Morger (2014)

Silvio Morger (* 7. November 1984 in Basel) ist ein Schweizer Jazz-Schlagzeuger.

## Leben und Wirken
Morger, der seit 1994 in Deutschland aufwuchs, fing als Jugendlicher mit dem Schlagzeugspielen an. Nach dem Abitur studierte er Jazz-Schlagzeug zunächst an der Hochschule für Musik Mainz bei Keith Copeland, dann an der Musikhochschule Köln bei u. a. Michael Küttner. Während des Studiums gehörte er zum Landesjugendjazzorchester Hessen, zum Bundesjazzorchester und zu Peter Herbolzheimers Masterclass Bigband. 2009 bis 2010 folgte ein Aufenthalt in New York, wo er sich am Queens College bei Gene Jackson, Johannes Weidenmüller, Jochen Rückert, Ari Hoenig und Henry Cole weiterbildete. Er war Mitglied in der Gruppe der Sängerin Hannah Köpf, dem Matthias Schriefl Trio und den Bands von Nicolas Simion, Maxime Bender, Anne-Christine Heinrich, Lucas Leidinger und Volker Engelberth. Morger tourte international und spielte mit Dee Dee Bridgewater, David Binney, Will Vinson, Antonio Hart, Ack van Rooyen, Paul Heller, Hubert Nuss, Martin Sasse, Julian & Roman Wasserfuhr, Peter Protschka, der hr-Bigband und dem Cologne Contemporary Jazz Orchestra.

## Preise und Auszeichnungen
Morger erhielt einen ersten Preis beim Wettbewerb Jugend jazzt 2004. Mit dem Quartett Hornstorm gewann er 2007 den Wettbewerb New Generation in Straubing. 2012 erhielt er den Solistenpreis des Festivals Tremplin Jazz d´Avignon. Den Wilhelm-Fabry-Förderpreis der Stadt Hilden erhielt er 2013. Mit Rebecca Treschers Ensemble 11 erhielt er 2017 den Bayerischen Kunstförderpreis in der Sparte Musik und Tanz.

## Diskografie
- Hornstrom Endlich sinnfrei (Konnex 2008, mit Klaus Heidenreich, Tobias Wember, Markus Braun)
- Max Frankl Home (Material Records 2011, mit Nils Wogram, Domenic Landolf, Pablo Held, Matthias Pichler)
- Matthias Schriefl Trio Im Himmel (Himpl 2014, mit Alexander Morsey, Jonas Burgwinkel)
- Volker Engelberth Quintett Jigsaw Puzzles (Unit 2016)
- Hornstrom Dark (Double Moon 2017, mit Klaus Heidenreich, Tobias Wember, Markus Braun)